# Uwe Lulis
Uwe Lulis (ur. 6 grudnia 1964) to niemiecki gitarzysta heavymetalowy. Założyciel i członek grupy Rebellion oraz były członek Grave Digger.

## Dyskografia
Digger
- Stronger Than Ever (1987)

Grave Digger
- The Reaper (1993)
- Heart of Darkness (1995)
- Tunes of War (1996)
- Knights of the Cross (1998)
- Excalibur (1999)

Rebellion
- Shakespeare's Macbeth — A Tragedy in Steel (2002)
- Born a Rebel (2003)
- Sagas of Iceland – The History of the Vikings - Volume I (2005)
- Miklagard – The History of the Vikings - Volume II (2007)